# Jayann Bautista
Jay Ann "Jayann" Bautista (Pampanga, 28 de junio de 1986), simplemente conocida como Jayann Bautista. Es una cantante filipina que pasó a la notoriedad después de convertirse en la segunda finalista de la Pinoy Idol, en una interactiva competencia de canto. Aunque ella tuvo como oponente a la cantante Gretchen Espina, quien obtuvo un contrato con la Red televisiva de GMA.

## Inicios
Actualmente es estudiante de la Universidad de Filipinas, sus padres son comerciantes, que solos manejan su propia empresa. Ella fue denominada una gran talento en "Viva", un programa de entretenimiento que ha publicado dos álbumes (2003: JayAnne, 2006: Convocatoria de mí JayAnne), bajo su propio sello discográfico. Demostró ser buena contrincante al demostrar su estilo de cantar, cuando compartió el escenario con su mejor amiga la cantante y actriz, Rachelle Ann Go quien fue la ganadora.

## Publicación en Pinoy Idol
Jayann, en mayo terminó como subcampeona, pero aún había algunas oportunidades de mostrar su talento, tenía una gira por su natal Pampanga para actuar en un Anfiteatro por un período de dos noches de concierto. En la Pinoy Idol algunos se graduaron y otros se incluyeron como talentos, como Ram Chaves, Kid Camaya, Toffer Rei, Walton Zerrudo y Centeno Estrada. Después de ese concierto, tuvo una gira provincial que comenzó en enero de 2009 en Bulacan, Tarlac, Zambales, Bataan y Pangasinán.

## Álbum
Jayann, dice que la elaboración de su 3.er álbum, cuenta con 11 pistas: 7 de la misma que son originales y que fue compuesta por ella misma y otras 4 canciones. Además se encuentra proyectando para terminar su cuarto álbum que todavía no tiene título discográfico.